# Mihai Paul
Mihai Paul (n. 12 mai 1982) este un jucător român de baschet (1.92 metri înălțime) ce evoluează în prezent pentru formația Steaua București și este component al echipei naționale de baschet.
Mihai a mai jucat în trecut pentru Granitul București (Divizia C), Dinamo București (Divizia A (baschet)), Escazu (Costa Rica), Fedelitas (Costa Rica) și Elba Timișoara (Divizia A (baschet)).